# MG 14 Parabellum
MG 14 «Парабеллум» — немецкий скорострельный авиационный пулемёт с ленточным питанием, разработанный в 1913 году в компании DWM для вооружения военных дирижаблей и самолётов.

## История создания
Первый опыт использования дирижаблей и аэропланов в военных целях поставил вопрос об их пулемётном вооружении, при этом стандартные станковые пулемёты были слишком тяжелы и громоздки для авиации. В компании DWM под руководством инженера Карла Хайнеманна в это же время велась разработка «облегчённого» (концепция ручного пулемёта ещё только создавалась) пулемёта для кавалерии, она и была взята за основу.
За основу был взят серийный пулемёт MG 08, в конструкцию которого были внесены значительные изменения. В том числе конструктор заменил рукоятку-копир копирной поверхностью внутри короба. Также был добавлен деревянный приклад и скошенная к стрелку дополнительная рукоятка управления. Эти внутренние и внешние элементы напоминали пистолет «Парабеллум», выпуском которого уже занималась фирма DWM, поэтому новый пулемёт также был назван «Парабеллум».
Винтовая возвратная пружина размещалась в задней части короба. Затвор перемещался на роликах, которые снижали потери на трение. Боевая личинка, извлекавшая патрон из ленты, была заменена качающимся рычагом подавателя, а пластинчатая пружина ударника — на винтовую пружину. Эти изменения заметно уменьшили и облегчили затвор. Вместе с буфером-ускорителем это увеличило темп стрельбы более чем вдвое, до 750 выстрелов в минуту.
Для ещё большей лёгкости водяное охлаждение было заменено на воздушное, ствол защищён кожухом с широкими прорезями. Однако такой вариант вызвал нарекания у команд дирижаблей как потенциально пожароопасный из-за раскалявшегося при продолжительной стрельбе ствола. Кроме того, для дирижаблей вопрос веса не стоял столь остро, как для первых боевых аэропланов. Важнее была возможность вести длительный заградительный огонь по атакующему противнику. Поэтому до конца производства пулемёт делался в двух базовых вариантах: с водяным охлаждением в сплошном кожухе для вооружения дирижаблей (произведено несколько сотен единиц) и с воздушным охлаждением для самолётов (наиболее массовый).
В оборонительном варианте пулемёт крепился за шкворень на кожухе. На истребителях позднее пулемёты (обычно в паре) крепились неподвижно для стрельбы через синхронизатор и имели электроспуск.

## Боевое применение
В целом пулемёт оказался весьма удачным и заслужил отличные характеристики у авиаторов. Также в конце войны выпускался пехотный вариант с сошками и обычным прицелом. Такой пулемёт с лентой на 250 патронов весил около 23 килограммов, что было слишком много для категории ручного пулемёта — льюисы, например, весили вдвое меньше. Из-за этого и из-за в целом ограниченного масштаба производства, изначально ориентированного на нужды единственного заказчика (авиация), на земле эти пулемёты массовыми не стали.

## Серийные модификации
- MG 14 (Maschinengewehr 14) — исходный вариант с водяным охлаждением ствола. Использовался для вооружения цеппелинов из-за его большей пожарной безопасности, вопрос о которой был крайне важен для наполненных водородом аппаратов.
- LMG 14 (Luft Maschinengewehr 14) — облегчённый вариант с воздушным охлаждением ствола в защитном кожухе с прорезями. Использовался для вооружения самолётов.

- MG 14/17 (или просто MG 17) — вариант LMG 14 1917 года с уменьшенным диаметром кожуха и укороченным стволом для уменьшения парусности и массы системы. Вместо простого визира с сеткой снабжался коллиматорным прицелом с 3-кратным увеличением.